# Love of 7.7 Billion
Love of 7.7 Billion (hangul: 77억의 사랑) – południowokoreański program typu talk-show w reżyserii Hwang Gyo-jin emitowany na kanale JTBC od 10 lutego do 27 kwietnia 2020 roku o godz. 23:00.

## Format
„Love of 7.7 Billion” to program, w którym młodzi mężczyźni i kobiety reprezentujący 7,7 miliarda ludzi na całym świecie dzielą się swoimi poglądami na temat miłości i małżeństwa.

### Zarys programu
Na świecie żyje 7,7 miliardów ludzi i każdy z nich ma unikalne spojrzenie na miłość. Od tego, jak postrzegają innych, do wartości, jaką przykładają do związków i sposobów, w jakie wyrażają swoją miłość, każda osoba na Ziemi ma specyficzne postrzeganie miłości. Do jakich jednak wyobrażeń się odwołują i jak determinowane są ludzkie wyobrażenia i uczucia dotyczące miłości?
Jedynym sposobem na odpowiedź na te pytania to zadanie ich prowadzącym. Zapraszając siedmiu mężczyzn i siedem kobiet z krajów całego świata, trójka prowadzących Shin Dong-yup, Yoo In-na i Kim Hee-chul usiądą ze swoimi gośćmi, aby porozmawiać o ich obawach dotyczących miłości, randek i długotrwałych związków, próbując odkryć, jak miłość jest postrzegana i traktowana w różnych częściach świata.

## Prowadzący
- Shin Dong-yup
- Yoo In-na
- Kim Hee-chul

## Uczestnicy
| Gość                        | Kraj              | Płeć      | Przy. |
| --------------------------- | ----------------- | --------- | ----- |
| Tabea Tenberg               | Niemcy            | Kobiety   | [ 5 ] |
| Angelina Danilova           | Rosja             | Kobiety   | [ 5 ] |
| Oumeyma Fatih               | Morocco           | Kobiety   | [ 5 ] |
| Miki                        | Hiszpania         | Kobiety   | [ 5 ] |
| Haruta Mizuki               | Japonia           | Kobiety   | [ 5 ] |
| Julia Anna Nathalia Barlund | Finlandia         | Kobiety   | [ 5 ] |
| Rose Kizgin                 | Francja           | Kobiety   | [ 5 ] |
| Zhang Yi Wen                | Chiny             | Mężczyźni | [ 5 ] |
| Zeno Slamet                 | Południowa Afryka | Mężczyźni | [ 5 ] |
| Joseph Detlef Nemelka       | USA               | Mężczyźni | [ 5 ] |
| Joakim Sorensen             | Szwecja           | Mężczyźni | [ 5 ] |
| Maksim Sukhonosik           | Rosja             | Mężczyźni | [ 5 ] |
| Aancod Abe Zaccarelli       | Wielka Brytania   | Mężczyźni | [ 5 ] |
| Jorge Yahyt Pena Herrera    | Kolumbia          | Mężczyźni | [ 5 ] |

### Inni uczestnicy
| Gość             | Kraj             | Odc. #  |         |
| Kobiety          | Kobiety          | Kobiety | Kobiety |
| ---------------- | ---------------- | ------- | ------- |
| Anna             | Pakistan         | 10-12   |         |
| Mężczyźni        |                  |         |         |
| Saad Al-Qahtani  | Arabia Saudyjska | 6       |         |
| Wen Kai          | Chiny            | 8       |         |
| Daniel Lindemann | Niemcy           | 8       |         |